# Mikele Barber
Mikele Barber, född den 4 oktober 1980, är en amerikansk friidrottare som tävlar i kortdistanslöpning.
Barber var i final vid VM för juniorer 1998 där hon slutade på åttonde plats på 400 meter, på tiden 54,24. Hon blev bronsmedaljör vid Universiaden 2001 på 400 meter, denna gång på tiden 51,92.
Vid VM 2007 i Osaka ingick hon i det amerikanska stafettlag som vann guld på 4 x 100 meter. Hon tävlade emellertid inte individuellt vid detta mästerskap.